# Curahuara de Carangas
Curahuara de Carangas (Aymara quri wara q'arä anqas) ist eine Ortschaft im Departamento Oruro im Hochland des südamerikanischen Anden-Staates Bolivien.

## Lage im Nahraum
Curahuara de Carangas ist der zentrale Ort des gleichnamigen Municipios Curahuara de Carangas in der Provinz Sajama und liegt auf einer Höhe von 3914 m am Zusammenfluss von Río Sulloma und Río Pastara, 60 Kilometer nordöstlich des Stratovulkans Sajama, der mit 6542 m der höchste Berg Boliviens ist.

## Geographie
Curahuara de Carangas liegt im bolivianischen Hochland zwischen den Anden-Gebirgsketten der Cordillera Occidental im Westen und der Cordillera Central im Osten. Das Klima der Region ist ein typisches Tageszeitenklima, bei dem die  mittleren Temperaturschwankungen im Tagesverlauf stärker ausfallen als im Jahresverlauf.
Die Jahresdurchschnittstemperatur der Region liegt bei 8 °C, die  Monatswerte schwanken nur unwesentlich zwischen 5 °C im Juli und 11 °C im Dezember. Der Jahresniederschlag beträgt etwa 330 mm (siehe Klimadiagramm), die Monatsniederschläge liegen zwischen unter 10 mm in den Monaten Juni und Juli und nahe 100 mm von Dezember bis Februar.

## Verkehrsnetz
Curahuara de Carangas liegt in einer Entfernung von 165 Straßenkilometern westlich von Oruro, der Hauptstadt des gleichnamigen Departamentos.
Von Oruro aus führt die unbefestigte Nationalstraße Ruta 31 in westlicher Richtung über La Joya direkt nach Curahuara. Sie trifft vier Kilometer nördlich von Curahuara auf die Ruta 4, die über 189 Kilometer von Tambo Quemado an der chilenischen Grenze nach Patacamaya führt, welches wiederum an der Ruta 1 liegt, auf halber Strecke zwischen dem Regierungssitz La Paz und Oruro.

## Bevölkerung
Die Einwohnerzahl der Ortschaft ist in den vergangenen beiden Jahrzehnten um etwa zwei Drittel angestiegen:
| Jahr | Einwohner | Quelle       |
| ---- | --------- | ------------ |
| 1992 | 1054      | Volkszählung |
| 2001 | 1314      | Volkszählung |
| 2012 | 1668      | Volkszählung |
| 2024 |           | Volkszählung |

Aufgrund der historischen Entwicklung weist die Region einen hohen Anteil an Aymara-Bevölkerung auf, in der Provinz Sajama sprechen 90,4 Prozent der Bevölkerung Aymara.

## Tourismus
Curahuara de Carangas beherbergt eine der ältesten Kirchen Südamerikas, die auch als „Sixtinische Kapelle des Altiplano“ bezeichnet wird und auf das Jahr 1606 zurückgeht. Da das Klima der Region trocken und kühl ist, haben sich die Farben der Malereien in der Kirche über die vier Jahrhunderte hinweg gut erhalten.